# Associazione Sportiva Simmenthal-Monza 1957-1958
Questa pagina raccoglie le informazioni riguardanti l'Associazione Sportiva Simmenthal-Monza nelle competizioni ufficiali della stagione 1957-1958.

## Stagione
Nella stagione 1957-1958 Il Simmenthal Monza ha disputato il campionato di Serie B, un torneo a 18 squadre che prevede due promozioni e nessuna retrocessione per via della riforma del campionato che porterà da 18 a 20 le squadre nel prossimo torneo, il Monza con 39 punti si piazza al quarto posto della classifica con il Marzotto. Sono promosse in Serie A la Triestina con 47 punti ed il Bari con 45 punti che batte negli spareggi promozione il Verona giunto penultimo in Serie A.
La squadra brianzola del presidente Claudio Sada, sempre sponsorizzata Simmenthal ed ancora allenata da Bruno Arcari, si rinforza in difesa con gli arrivi di Franco Carminati dal Venezia e di Pietro Dalio dal Vigevano, mentre per l'attacco punta sulla giovane mezzala Achille Fraschini proveniente dal Brescia che con tredici reti sarà il miglior marcatore stagionale, sull'attaccante Enrico Motta arrivato dal Lanerossi Vicenza, autore di sei reti in campionato e sull'ala Virginio Costa arrivato dal Fanfulla di Lodi anche lui autore di sei centri, il centrocampo può contare sull'innesto di Franco Danova in arrivo dalla Pro Patria e autore di sette reti. La squadra biancorossa disputa un buon campionato cadetto, arrivando alle spalle delle due promosse e del Venezia giunto al terzo posto. In Coppa Italia è inserita nel girone C, che è un girone di ferro con le due milanesi ed il Como, si batte con onore vincendo a San Siro con l'Inter e arrivando terza.

## Rosa
| N. |                   | Ruolo | Calciatore          |
| -- | ----------------- | ----- | ------------------- |
|    | Italia (bandiera) | D     | Pietro Adorni       |
|    | Italia (bandiera) | A     | Ernesto Amarilli    |
|    | Italia (bandiera) | C     | Mario Boccalatte    |
|    | Italia (bandiera) | A     | Luigi Borghi        |
|    | Italia (bandiera) | P     | Ademaro Breviglieri |
|    | Italia (bandiera) | C     | Franco Carminati    |
|    | Italia (bandiera) | A     | Italo Carminati     |
|    | Italia (bandiera) | D     | Francesco Copreni   |
|    | Italia (bandiera) | A     | Virginio Costa      |
|    | Italia (bandiera) | C     | Pietro Dalio        |
|    | Italia (bandiera) | A     | Franco Danova       |

| N. |                   | Ruolo | Calciatore          |
| -- | ----------------- | ----- | ------------------- |
|    | Italia (bandiera) | D     | Giacomo De Poli     |
|    | Italia (bandiera) | A     | Achille Fraschini   |
|    | Italia (bandiera) | C     | Sergio Frascoli     |
|    | Italia (bandiera) | P     | Giancarlo Gallesi   |
|    | Italia (bandiera) | D     | Romano Grassi       |
|    | Italia (bandiera) | A     | Santino Maestri     |
|    | Italia (bandiera) | C     | Sergio Magni        |
|    | Italia (bandiera) | A     | Giordano Mattavelli |
|    | Italia (bandiera) | A     | Enrico Motta        |
|    | Italia (bandiera) | P     | Antonio Panizzolo   |
|    | Italia (bandiera) | C     | Gian Piero Pollini  |

## Risultati

### Serie B

#### Girone di andata
| Arbitro: | Bartolomei (Roma) |

|                                 |           |             |
| Danova 16’ (rig.) Fraschini 77’ | Marcatori | 39’ Mazzoni |

| Arbitro: | De Robbio (Torre Annunziata) |

|                        |           |               |
| Carminati I 62’ (aut.) | Marcatori | 18’ Fraschini |

| Arbitro: | Baldassarre (Udine) |

|                |           |                |
| Mattavelli 18’ | Marcatori | 83’ Bersellini |

| Arbitro: | Angelini (Firenze) |

|                              |           |                      |
| Biagioli 22’, 58’ Frizzi 45’ | Marcatori | 30’ Danova 53’ Costa |

| Arbitro: | Grillo (Napoli) |

|                    |           |               |
| Goldoni 61’ (rig.) | Marcatori | 16’ Fraschini |

| Arbitro: | Marchese (Napoli) |

|                |           |  |
| Danova 5’, 55’ | Marcatori |  |

| Arbitro: | Famulari (Messina) |

|                                  |           |               |
| Redegalli 43’, 46’ Ferrarese 66’ | Marcatori | 23’ Fraschini |

| Arbitro: | Adami (Roma) |

|  |           |            |
|  | Marcatori | 49’ Milani |

| Arbitro: | Vanni (Pisa) |

|  |           |               |
|  | Marcatori | 49’ Fraschini |

| Monza 17 novembre 1957 10ª giornata | Simmenthal-Monza | 0 – 0 | Messina | Stadio Città di Monza\| Arbitro: \| Genel (Trieste) \| |
| Arbitro:                            | Genel (Trieste)  |       |         |                                                        |

| Arbitro: | Gambarotta (Genova) |

|                                    |           |  |
| Danova 33’ (rig.) Carminati II 65’ | Marcatori |  |

| Arbitro: | Lo Bello (Siracusa) |

|  |           |            |
|  | Marcatori | 66’ Grassi |

| Arbitro: | Grignani (Milano) |

|              |           |  |
| Fontanot 19’ | Marcatori |  |

| Arbitro: | Angelini (Firenze) |

|                          |           |                           |
| Magni 3’ Carminati I 61’ | Marcatori | 79’ Novelli 84’ Baccalini |

| Arbitro: | Vanni (Pisa) |

|              |           |  |
| Vernazza 48’ | Marcatori |  |

| Arbitro: | De Marchi (Pordenone) |

|           |           |  |
| Costa 27’ | Marcatori |  |

| Arbitro: | Famulari (Messina) |

|           |           |  |
| Dalio 60’ | Marcatori |  |

#### Girone di ritorno
| Arbitro: | De Marchi (Pordenone) |

|               |           |           |
| Marchioro 65’ | Marcatori | 80’ Costa |

| Arbitro: | Ascari (Carpi) |

|                                           |           |  |
| Costa 47’ Carminati II 50’, 85’ Dalio 75’ | Marcatori |  |

| Arbitro: | Guarnaschelli (Pavia) |

|                   |           |                                     |
| Sacchella 8’, 36’ | Marcatori | 14’, 23’ Fraschini 72’ Carminati II |

| Arbitro: | Grillo (Afragola) |

|           |           |               |
| Costa 30’ | Marcatori | 73’ Svorenich |

| Arbitro: | Liverani (Torino) |

|                                    |           |                                                           |
| Motta 17’ Fraschini 60’ Danova 90’ | Marcatori | 3’, 86’ Gaeta 7’, 23’, 31’, 72’ Scarascia 20’ Barbolini I |

| Arbitro: | Caputo (Venezia) |

|             |           |  |
| Canella 29’ | Marcatori |  |

| Arbitro: | Baldassarre (Udine) |

|           |           |                  |
| Motta 90’ | Marcatori | 74’ Gianmarinaro |

| Arbitro: | Famulari (Messina) |

|                                                 |           |               |
| Petris 14’ Olivieri 32’ Rimbaldo 48’ Milani 67’ | Marcatori | 80’ Fraschini |

| Arbitro: | Basciu (Genova) |

|               |           |  |
| Fraschini 25’ | Marcatori |  |

| Arbitro: | Maghernino (San Severo) |

|           |           |           |
| Cappi 72’ | Marcatori | 61’ Motta |

| Arbitro: | De Robbio (Torre Annunziata) |

|  |           |                  |
|  | Marcatori | 30’ Carminati II |

| Arbitro: | De Marchi (Pordenone) |

|                          |           |             |
| Fraschini 49’ Borghi 58’ | Marcatori | 79’ Baldini |

| Arbitro: | Menchini (Udine) |

|                                          |           |  |
| Carminati II 13’ Motta 71’ Fraschini 84’ | Marcatori |  |

| Arbitro: | Gambarotta (Genova) |

|             |           |  |
| Rebizzi 54’ | Marcatori |  |

| Arbitro: | Maghernino (San Severo) |

|                                         |           |             |
| Fraschini 4’ Carminati II 71’ Motta 80’ | Marcatori | 6’ Vernazza |

| Arbitro: | Famulari (Messina) |

|                                |           |                      |
| Bernardis 15’, 35’ Remonti 77’ | Marcatori | 38’ Danova 51’ Motta |

| Arbitro: | Annoscia (Bari) |

|  |           |                            |
|  | Marcatori | 23’ Costa 89’ Carminati II |

### Coppa Italia
| Arbitro: | Ubezio (Novara) |

|             |           |                                       |
| Lorenzi 88’ | Marcatori | 28’, 65’, 86’ Carminati II 57’ Borghi |

| Arbitro: | Carbonelli (Brescia) |

|                                |           |  |
| Borghi 35’, 62’, 82’ Costa 77’ | Marcatori |  |

| Arbitro: | Liverani (Torino) |

|               |           |                                                 |
| Fraschini 36’ | Marcatori | 10’ Galli 37’ Bredesen 55’ Bacci 57’ Schiaffino |

| Arbitro: | Gambarotta (Genova) |

|                    |           |                                                   |
| Maestri 67’ (rig.) | Marcatori | 9’ Guglielmoni 19’ Tinazzi 50’ (aut.) Carminati I |

| Arbitro: | Marchetti (Milano) |

|                                   |           |               |
| Governato 7’ Gaetano Villa II 88’ | Marcatori | 81’ Fraschini |

| Arbitro: | Babini (Ravenna) |

|           |           |  |
| Galli 60’ | Marcatori |  |

## Statistiche

### Statistiche di squadra
| Competizione | Punti | In casa | In casa | In casa | In casa | In casa | In casa | In trasferta | In trasferta | In trasferta | In trasferta | In trasferta | In trasferta | Totale | Totale | Totale | Totale | Totale | Totale | DR |
| Competizione | Punti | G       | V       | N       | P       | Gf      | Gs      | G            | V            | N            | P            | Gf           | Gs           | G      | V      | N      | P      | Gf     | Gs     | DR |
| ------------ | ----- | ------- | ------- | ------- | ------- | ------- | ------- | ------------ | ------------ | ------------ | ------------ | ------------ | ------------ | ------ | ------ | ------ | ------ | ------ | ------ | -- |
| Serie B      | 39    | 17      | 10      | 5       | 2       | 29      | 16      | 17           | 5            | 4            | 8            | 18           | 23           | 34     | 15     | 9      | 10     | 47     | 39     | +8 |
| Coppa Italia | 4     | 3       | 1       | 0       | 2       | 6       | 7       | 3            | 1            | 0            | 2            | 5            | 4            | 6      | 2      | 0      | 4      | 11     | 11     | 0  |
| Totale       |       | 20      | 11      | 5       | 4       | 35      | 23      | 20           | 6            | 4            | 10           | 23           | 27           | 40     | 17     | 9      | 14     | 58     | 50     | +8 |

### Statistiche dei giocatori
| Giocatore      | Serie B  | Serie B | Coppa Italia | Coppa Italia | Totale   | Totale |
| Giocatore      | Presenze | Reti    | Presenze     | Reti         | Presenze | Reti   |
| -------------- | -------- | ------- | ------------ | ------------ | -------- | ------ |
| P. Adorni      | 4        | 0       | 4            | 0            | 8        | 0      |
| E. Amarilli    | 1        | 0       | -            | -            | 1        | 0      |
| Anselmi        | -        | -       | 1            | 0            | 1        | 0      |
| Balleri        | -        | -       | 4            | 0            | 4        | 0      |
| M. Boccalatte  | 7        | 0       | -            | -            | 7        | 0      |
| L. Borghi      | 20       | 1       | 6            | 4            | 26       | 5      |
| E. Brambilla   | -        | -       | 1            | 0            | 1        | 0      |
| G. Brenna      | -        | -       | 3            | 0            | 3        | 0      |
| A. Breviglieri | 28       | -28     | 5            | -10          | 33       | -38    |
| F. Carminati   | 29       | 1       | 3            | 0            | 32       | 1      |
| I. Carminati   | 17       | 8       | 1            | 3            | 18       | 11     |
| F. Copreni     | 32       | 0       | 4            | 0            | 36       | 0      |
| V. Costa       | 15       | 6       | 2            | 0            | 17       | 6      |
| P. Dalio       | 34       | 2       | 1            | 0            | 35       | 2      |
| F. Danova      | 22       | 7       | 4            | 0            | 26       | 7      |
| G. De Poli     | 1        | 0       | 2            | 0            | 3        | 0      |
| Fiorani        | -        | -       | 1            | 0            | 1        | 0      |
| A. Fraschini   | 32       | 13      | 4            | 2            | 36       | 15     |
| S. Frascoli    | 28       | 0       | -            | -            | 28       | 0      |
| G. Gallesi     | 2        | -4      | 1            | -1           | 3        | -5     |
| R. Grassi      | 30       | 1       | 4            | 0            | 34       | 1      |
| E. Gratton     | -        | -       | 4            | 0            | 4        | 0      |
| S. Maestri     | 1        | 0       | 3            | 1            | 4        | 1      |
| S. Magni       | 11       | 1       | 6            | 0            | 17       | 1      |
| G. Mattavelli  | 22       | 1       | -            | -            | 22       | 1      |
| A. Monguzzi    | -        | -       | 1            | 0            | 1        | 0      |
| E. Motta       | 26       | 6       | 1            | 0            | 27       | 6      |
| A. Panizzolo   | 4        | -7      | -            | -            | 4        | -7     |
| G. Pollini     | 8        | 0       | -            | -            | 8        | 0      |
| C. Volpi       | -        | -       | 2            | 0            | 2        | 0      |